# متري الراهب
متري الراهب (26 يونيو 1962 - ) هو فلسطيني مسيحي وراعي كنيسة الميلاد الإنجيلية اللوثرية في بيت لحم (إحدى الكنائس التابعة للكنيسة الإنجيلية اللوثرية في الأردن والأراضي المقدسة أو ELCJHL) ومؤسس ورئيس مجموعة ديار، وكلية دار الكلمة الجامعية للفنون والثقافة بيت لحم.

## سيرة شخصية
وُلد متري الراهب في بيت لحم في عام 1962. وأكمل تعليمه العالي في ألمانيا، أولًا في معهد إرسالية هيرمنزبيرج اللاهوتي (1980–1984)، ثم بعد ذلك في جامعة فيليبس في ماربورغ، ألمانيا (1984–1988)، حيث أكمل دراساته العليا بما في ذلك حصوله على الدكتوراه في اللاهوت الانجيلي متخصصاً في تاريخ الكنيسة. وبعد ذلك، عاد إلى بيت لحم في عام 1988 ليعمل راعيًا لكنيسة الميلاد الإنجيلية اللوثرية (كنيسة الميلاد اللوثرية)، كما عمل مدير تحرير لصحيفة اللقاء (Al-Liqa’ Journal) الخاصة بالدراسات الدينية والتراثية بالأرض المقدسة (1992-1996).
ومنذ عام 1992، أسس الراهب وأدار عددًا من المشروعات والمؤسسات التي تعمل في مجال تلبية الاحتياجات الاجتماعية للفلسطينيين المقيمين في منطقة بيت لحم، والتي تركز أعمالها خاصة على المرأة والأطفال والشباب وكبار السن.
وفي الوقت الحالي، يقيم في بيت لحم مع زوجته وابنتيه.
في 2 أبريل 2024، شَكَلَ الرئيس محمود عباس مجلس إدارة المؤسسة الوطنية لتوثيق تاريخ فلسطين وحفظ الذاكرة والتي تأسست في 1 فبراير 2024، وعينه عضوًا فيه.

## المناصب الرسمية
- 2011 - رئيس المجمع الكنسي لكنيسة الميلاد الإنجيلية اللوثرية في الأردن والأرض المقدسة.
- 2006 - مؤسس ورئيس مجموعة ديار.
- 2006 - مؤسس ورئيس كلية دار الكلمة الجامعية للفنون والثقافة.
- 2004 - مؤسس ورئيس مؤسسة النجوم اللامعة ببيت لحم.
- 1988 - راعي كنيسة الميلاد الإنجيلية اللوثرية، بيت لحم.

## المنظمات
أسس متري الراهب العديد من المؤسسات العاملة في منطقة بيت لحم، حيث بدأ ذلك بتأسيس بيت الضيافة أبو جبران وبرنامج السياحة الاصيلة في عام 1992.
- 1992: بيت الضيافة أبو جبران وبرنامج السياحة الاصيلة.
- 1995: دار الندوة الدولية.
- 1998: مدرسة دار الكلمة النموذجية.
- 1999: مركز الكهف للفنون والحرف (جزء من دار الندوة الدولية).
- 2003: مركز بيت لحم للإعلام (ديار للإنتاج الإعلامي).
- 2003: دار الكلمة للصحة المجتمعية.
- 2003: مركز الدار للثقافة والمؤتمرات.
- 2004: مطعم العلية ومقهى الكوز.
- 2006: كلية دار الكلمة الجامعية للفنون والثقافة.
- 2006: مجموعة ديار.

### مجموعة ديار
تعتبر مجموعة ديار منظمة شاملة مسؤولة عن إدارة المؤسسات التي تتكون منها: دار الندوة الدولية، ودار الكلمة للصحة المجتمعية، وكلية دار الكلمة الجامعية للفنون والثقافة. والكلمة «ديار» هي جمع كلمة «دار» وتعنى «المنزل» أو «المسكن» باللغة العربية. ويأتي على قمة المجموعة رئيسها، الراهب، والذي يعتبر مسؤولًا عن الرؤية الشاملة للمجموعة وعن ضمان توفير الموارد المالية لتحقيق نمو مستمر. ويدير المجموعة مجلس إدارة، أعضاؤه ينتمون لخلفيات دينية ومهنية مختلفة، كما تديرها لجنة تنفيذية وثلاث لجان خاصة بالبرامج (فيما يتعلق بالصحة والثقافة والتعليم).

### دار الندوة الدولية
تقع دار الندوة الدولية بميدان المدبسة في وسط بيت لحم، وذلك على بعد نصف ميل (8 كم) من ميدان المهد.

### كلية دار الكلمة الجامعية للفنون والثقافة
تقع الكلية على جبل مرير وتمنح درجات الدبلوم والبكلوريا في العديد من المسلقات الفنية والسياحية.

### جوائز
- جائزة أولوف بالمه، التي تحمل اسم رئيس الوزراء السويدي أولوف بالمه الذي كان من أشد مناهضي نظام الفصل العنصري في جنوب أفريقيا ومن أوائل الذي اعترفوا بمنظمة التحرير الفلسطينية.
- جائزة الإعلام الألماني (بالألمانية: Deutsche Welle Medienpreis).
- جائزة محافظة بيت لحم.[4]

### كتب
له العديد من المؤلفات منها:
- المسيحيون العرب وقضايا الأمة.
- ألإغلاق المزدوج، فلسطين تحت الإحتلال وتحت جائحة كورونا.[5]

## وصلات خارجية
- The International Center of Bethlehem (Dar Annadwa Addawliyya)
- MitriRaheb.org
- Dar Al-Kalima College
- The Evangelical Lutheran Christmas Church in Bethlehem
- BethlehemMedia.net
- Luther in Arabic
- The Evangelical Lutheran Church in Jordan and the Holy Land (ELCJHL)